# Nyabarongo
La Nyabarongo est une rivière du Rwanda dont la source est constituée par plusieurs petites rivières du sud-ouest du pays, dont les sources du Nil, dans la forêt de Nyungwe.

## Géographie

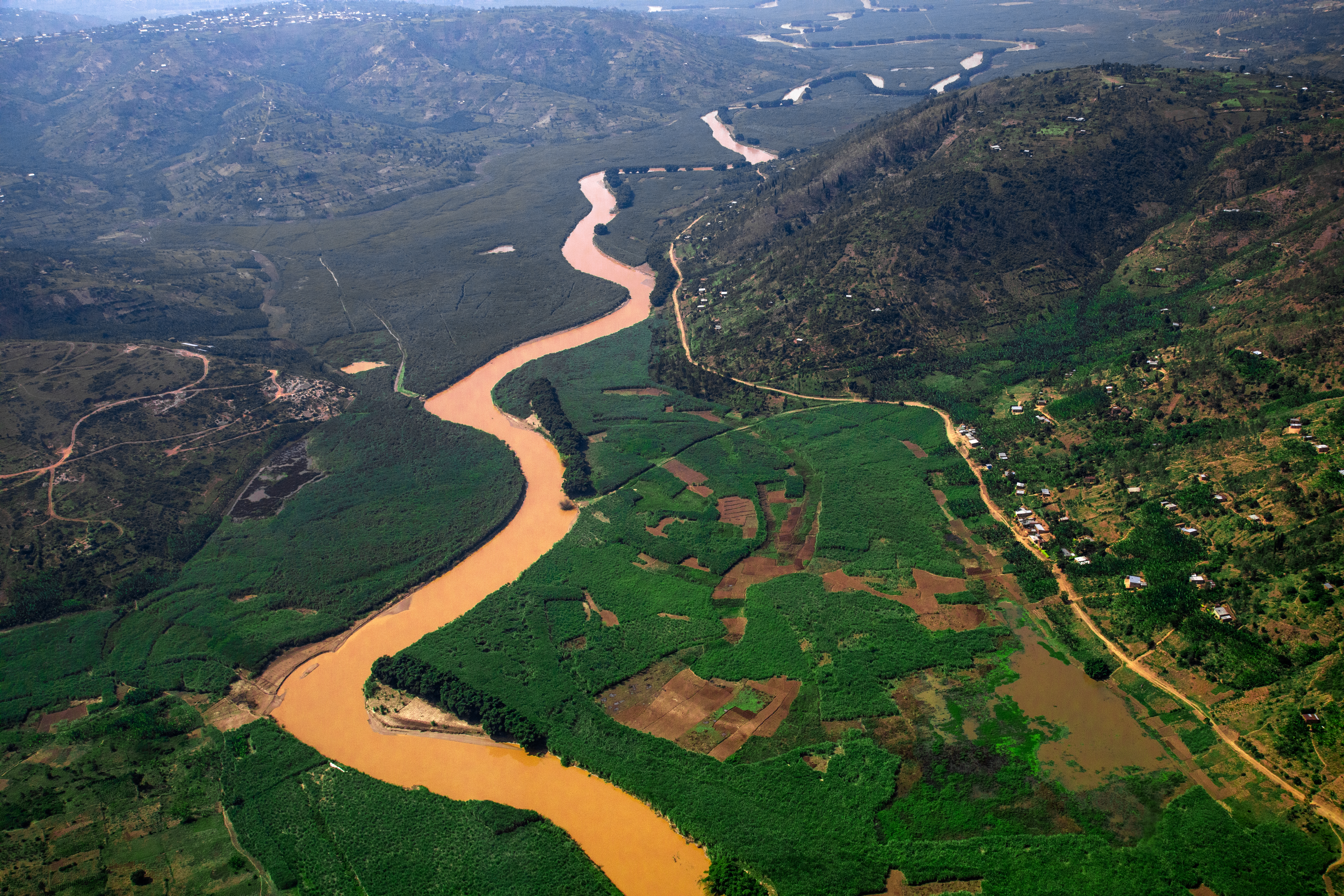
Une vue aérienne de la rivière Nyabarongo du parc national de Nyungwe au Nil

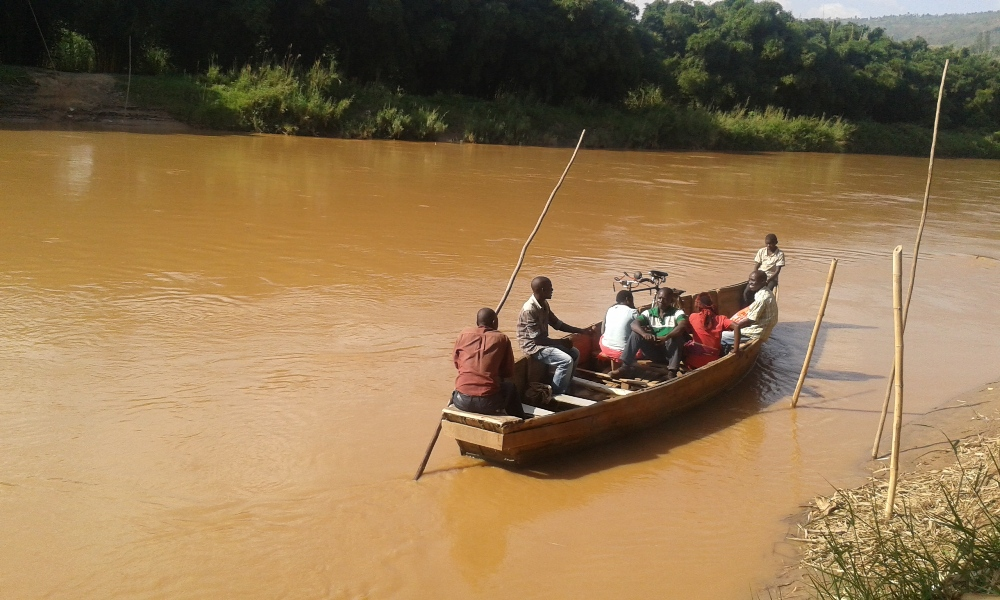
En bateau sur le Nyabarongo

Le Nyabarongo remonte vers le nord du Rwanda en direction de la chaîne des volcans puis redescend vers le Burundi en passant à l'ouest de la capitale Kigali, et devient la Kagera en formant la frontière avec le Burundi.

## Hydroélectricité
La centrale hydroélectrique de Nyabarongo, de 28 MW, est située sur le Nyabarongo.